# Gramática del esperanto
El esperanto es un idioma planeado. Su estructura lógica lo hace bastante más fácil de aprender que la mayoría de los idiomas, incluso para hablantes de idiomas no europeos, aunque algunas características pueden ser más o menos difíciles para hablantes de distintos idiomas. La gramática es bastante regular, las partes de la oración tienen terminaciones distintivas  (-o para sustantivos, -a para adjetivos, etc-) y las reglas de formación de palabras son lo suficientemente claras como para poder crear fácilmente nuevas palabras, permitiéndole a los hablantes expresarse de manera clara y precisa sin la necesidad de manejar un gran vocabulario. El ente regulador oficial del Esperanto es la Academia de Esperanto y existen libros de gramática tales como el Plena Manlibro de Esperanta Gramatiko (Manual Completo de la Gramática del Esperanto).

## Aspectos generales
El esperanto tiene una morfología aglutinante, inflexiones verbales y nominales bastante simples y no tiene género gramatical. Los verbos se flexionan en cuatro modos: el imperativo, infinitivo, jusivo e indicativo, teniendo este último tres tiempos (presente, pasado o futuro). La persona y número se indican mediante el sujeto, y el aspecto mediante afijos opcionales (ek, ad). Los sustantivos y adjetivos tienen dos casos (nominativo y acusativo), y dos números (singular y plural). Los adjetivos normalmente concuerdan con los sustantivos en caso y número. Además de indicar el objeto directo, el caso acusativo se usa con sustantivos, adjetivos y adverbios para mostrar la dirección de un movimiento, o para reemplazar ciertas preposiciones; el caso nominativo se usa en el resto de los casos. (El caso genitivo es redundante pues se utilizan pronombres personales adjetivos u demostrativos.) El sistema de casos permite un orden de palabras bastante flexible que refleja el flujo informativo y otros elementos pragmáticos como en el ruso, griego y latín.

## Escritura y pronunciación
La escritura se inspiró en el alfabeto checo, pero con diacríticos circunflejos, en lugar de háčeks en las letras “ĉ, ŝ”; Y las formas occidentalizadas  ĝ, ĵ en lugar de las eslavas dž, ž; y ĥ en vez de ch. La letra ŭ existe también en el alfabeto bielorruso Łacinka (vea también Ortografía del esperanto).
Las consonantes son similares a las polacas y en especial a las bielorrusas, excepto en la falta de palatización: Las vocales también son las mismas que en el bielorruso con excepción de algunos diptongos tales como oǔ (vea también Fonología del esperanto).
El italiano y el croata se sugieren como modelos para la pronunciación

## El artículo
El esperanto posee un único artículo definido opcional, la, el cual es invariable. Equivale a "el", "la", "los", "las" en español.
La se usa:
En objetos identificables y contables: 
Mi trovis botelon kaj deprenis la fermilon. (Encontré una botella y saqué el sello.).
Para individuos representativos: 
La gepardo estas la plej rapida de la bestoj. (El guepardo es el más rápido de los animales)
La abeloj havas felon, sed ili ne taŭgas por karesi (Las abejas tienen pelo suave, pero no conviene acariciarlas).
Para adjetivos usados como sustantivos, como en el caso de los nombres de idiomas: 
la blua (el azul)
la angla (el [idioma] inglés)
Para pronombres posesivos, cuando son definidos 
la mia bluas, la via ruĝas (el mío es azul, el tuyo es rojo)
El artículo también se usa cuando se trata de una posesión inalienable, como las partes del cuerpo (en español se utiliza de una manera similar)
ili tranĉis la manon (ellos se cortaron la mano [cada uno la propia])
El artículo la, como el adjetivo demostrativo tiu (ese, aquel), casi siempre se emplea al principio de algún sintagma nominal, aunque esto no sea prescrito en la gramática; también hay excepciones en la poesía.
No hay artículo indefinido. Por ejemplo, knabo puede significar "niño" o "un niño" (o incluso, si el hablante no usa la, "el niño"), y de la misma forma se comporta su plural knaboj. Las palabras iu y unu (y sus respectivos plurales iuj y unuj) pueden ser usados de una manera similar a un artículo indefinido, pero su significado se asemeja más a "algún" o "cierto (individuo)" que al artículo "un" en español.

## Partes de la oración y terminación de palabras
Los sufijos gramaticales –o, –a, –e e –i indican que una palabra es un sustantivo, un adjetivo, un adverbio y un verbo en infinitivo respectivamente. Muchas palabras pueden derivarse mediante un simple intercambio de sufijos, de manera similar al sufijo –mente que se agrega a los adjetivos en femenino del español. De vidi (ver), se obtiene vida (visual), vide (visualmente) y vido (visión)
Cada palabra raíz posee una función en la oración inherente El sufijo nominal –o junto con una raíz nominal podría considerarse como redundante, si se tiene una raíz adjetival o verbal junto con el sufijo nominal se indica una abstracción parolo (un acto discursivo) a partir de la raíz verbal paroli (hablar); belo (belleza) de la raíz adjetival bela (bello/a). De la misma manera, el sufijo adjetival –a es redundante con una raíz adjetival, pero no con raíces nominales o verbales: reĝa (regio/real), de la raíz nominal reĝo (un rey); parola (oral/discursivo). Las terminaciones verbales, si se las agrega a una raíz adjetival, significan “ser”. Beli (ser bello/a); y con una raíz nominal significa “actuar como el sustantivo”. Reĝi (reinar) Existen relativamente pocas raíces adverbiales, por lo que la mayoría de las palabras terminadas en –e son derivadas bele (bellamente, de manera bella) El equivalente en español para una raíz nominal o verbal con una terminación adverbial es un sintagma preposicional: parole (mediante el habla, oralmente); vide (visualmente, mediante la visión); reĝe (como un rey, regiamente).